# دان كراوس
دان كراوس (13 فبراير 1923 في الولايات المتحدة - 28 ديسمبر 2012 في الولايات المتحدة) (بالإنجليزية: Dan Kraus)‏ هو لاعب كرة سلة أمريكي في مركز هجوم خلفي. لعب مع بالتيمور باليتس.

## وصلات خارجية
- دان كراوس على موقع إن بي أي (الإنجليزية)
- دان كراوس على موقع سبورتس رفرنس (الإنجليزية)
- دان كراوس على موقع كلية كرة السلة في سبورتس رفرنس.كوم (الإنجليزية)
- دان كراوس على موقع ريلجم (الإنجليزية)
- دان كراوس على موقع بروبوليرز (الإنجليزية)